# Михайлівський театр
Михайлівський театр (рос. Михайловский театр) або Театр опери та балету імені М. П. Мусоргського (рос. Театр оперы и балета имени М. П. Мусоргского) — театр опери та балету в місті Санкт-Петербурзі (Росія), один із найстаріших у країні.

## Загальні дані
Михайлівський театр міститься в історичній будівлі, зведеній за проєктом відомого російського художника та архітектора О. П. Брюллова, у середмісті Санкт-Петербурга за адресою:
пл. Мистецтв, 1, м. Санкт-Петербург-191186 (Російська Федерація).
Від травня 2007 року директором культурного закладу є молодий бізнесмен Володимир Абрамович Кехман.
Головного диригента (музичного керівника) запрошено з закордону — словацький диригент Петер Феранець (Peter Feranec), головний балетмейстер — Михайло Мессерер.

## Історія

### Поява театру
Історія Михайлівского театру розпочалася зі зведення його будівлі — видатний архітектор О. П. Брюллов спроєктував приміщення першого міського музичного театра, вдало вписавши його в архітектурний ансамбль, що вже склався на площі Мистецтв, са́ме тому фасади театру виконані за проєктами Карла Россі для відповідності зі спорудою домінуючого в кварталі Михайлівського палацу. Попри скромність неокласичного фасаду, театр вражає розкішшю інтер'єрів — еклектичних з домінуванням рококо.
З часом як будівля театру, так і палац, що носять ім'я великого князя Михайла Павловича, стали неодмінно асоціюватися з розвитком красних мистецтв. У 1869 році архітектор Альберт Кавос перебудував приміщення, розширивши сцену й надбудувавши ярус у глядацькій залі, завдяки чому, а також, у першу чергу, розширенню діяльності закладу, невдовзі театр ставав усе популярнішим — туди з'їжджалася вся петербурзька знать, включно з імператорською родиною та двором.
Однак, аж до Жовтневого перевороту 1917 року Михайлівський театр не мав ані власної трупи, ані, відтак, постійного репертуару — тут виступали, як і в більшості театрів Царської Росії виключно іноземні, переважно французькі та німецькі трупи.

### Театр у Радянському Союзі
Після 1917 року театр пережив як злети, так і падіння — багато чого нищилось, але безперечним лишається факт, що радянське, в тому числі російське театральне мистецтво, зокрема, і в стінах Михайлівського театру бурхливо розвивалось.
Після жовтневих подій 1917 року іноземні актори були змушені покинути Росію, у театрі ж узялися за створення власної постійної трупи. 6 березня 1918 року театр відкрив новий сезон у ролі Другого державного оперного театра Петрограда.
У 1920 році театр отримав назву Державний академічний театр комічної опери, а 1921-го — Малий академічний театр.
1926 року театр почав іменуватися Ленінградський академічний малий оперний театр (МАЛЕГОТ).
Попри непросту долю закладу на тлі жахливих подій, в тому числі і в культурній сфері, в Країні Рад у цей час, театр став провідним культурним осередком Ленінграда. У 1930-ті балетну трупу очолив видатний танцівник і хореограф Федір Лопухов. Водночас у театрі тривали культурні експерименти зі створення «радянської опери», ідейно витриманої й художньо вивіреної. Са́ме на сцені МАЛЕГОТу уперше в історії були здійснені постановки опер «Нос» та «Леди Макбет Мценского уезда» Дмитра Шостаковича, і новаторська «Пиковая дама» Всеволода Мейєрхольда.
По II Світовій війні пітерський Малий театр опери та балету продовжив співробітництво з провідними сучасними композиторами, також уперше в світовій історії на сцені з'явилась «Война и мир» Сергія Прокоф'єва.
Музична спрямованість театру яскраво виявилась у тому, що в 1960—1980-і рр. все більшу роль у театрі почали відігравати відомі диригенти (на противагу театральним режисерам): Борис Хайкін, Кирило Кондрашин, Едуард Грикуров, Юрій Темірканов, Курт Зандерлінг.
У 1989 році театру було присвоєно ім'я Модеста Петровича Мусоргського, а на сцені центральну роль посіла са́ме російська класика: «Борис Годунов» і «Хованщина» М. П. Мусоргського, «Евгений Онегин» та «Пиковая дама» П. І. Чайковського, «Золотой петушок» і «Сказка о царе Салтане» М. А. Римського-Корсакова, «Князь Игорь» О. П. Бородина.

### Театр на сучасному етапі
У 2001 році театру було повернуто історичну назву — Михайлівський театр.
Наприкінці 2000-х років здійснюються спроби перетворити класичний заклад культури на успішний артбізнес-проєкт — 2007 року Станислава Леонідовича Гаудасинського (Народний артист Росії, лауреат Держпремій Росії, професор консерваторії) на посаді директора театру змінив підприємець В. А. Кехман (Голова Ради директорів компанії JFC, зо займається імпортом фруктів до Росії), задля чого за віддавньою російською традицією на ключові позиції в театр було запрошено іноземних, зокрема, чимало італійських фахівців. Відтак, репертуар Михайлівського театру «зсунувся» у бік класичної італійської опери, а сам театр є чи не найбільш «європейським» у сучасній Росії.

## Чинний репертуар
Чинний (сезон 2009/2010) репертуар Михайлівського театру включає:
- «Boris Goudenow», барокова опера (Йоганн Маттезон, режисер Клаус Абромейт);
- «Евгений Онегин», ліричні сцени в 3-х діях, 7-ми картинах (П. І. Чайковський, Станислав Гаудасинський);
- «Золушка», опера (Б. В. Асаф'єв, Ольга Мухортова);
- «Иоланта», опера (І. П. Чайковський, В'ячеслав Окунєв);
- «Иудейка», опера (Жак Франсуа Фроманталь Галеві, Арно Бернар);
- «Кармен», опера (Жорж Бізе, Станислав Гаудасинський);
- «Князь Игорь», опера (О. П. Бородін, Станислав Гаудасинський);
- «Летучая мышь», оперета (Йоганн Штраус, Станислав Гаудасинський);
- «Любовный напиток», комічна опера (Гаетано Доніцетті, Фабіо Спарволі);
- «Паяцы», опера (Руджеро Леонкавалло, Ліліана Кавані);
- «Пиковая дама», опера (П. І. Чайковський, Станислав Гаудасинський);
- «Риголетто», опера (Джузеппе Верді, Станислав Гаудасинський);
- «Русалка Премьера», опера (Антонін Дворжак, Ігор Коняєв);
- «Севильский цирюльник», комічна опера (Джоаккіно Россіні, Станислав Гаудасинський);
- «Сельская честь», опера (П'єтро Масканьї, Ліліана Кавані);
- «Сильва», оперета (Імре Кальман, Станислав Гаудасинський);
- «Тоска», опера (Джакомо Пуччіні, Станислав Гаудасинський);
- «Травиата», опера (Джузеппе Верді, Станислав Гаудасинський);
- «Фауст», опера (Шарль Гуно, Станислав Гаудасинський);
- «Царская невеста», опера (М. А. Римський-Корсаков, Станислав Гаудасинський).

## Виноски
1. ↑  Контакти театру [Архівовано 9 січня 2010 у Wayback Machine.] на Офіційна вебсторінка театру [Архівовано 13 травня 2012 у Wayback Machine.]
2. ↑  Нина Петлянова, Татьяна Лиханова Интимное дело театра. Архів оригіналу за 14 жовтня 2012. Процитовано 1 січня 2010.
3. ↑  Банановые лимоны на культуру (Фруктовый концерн поглотил Малый оперный театр)[недоступне посилання з квітня 2019]
4. ↑  Репертуар [Архівовано 11 січня 2010 у Wayback Machine.] на Офіційна вебсторінка театру [Архівовано 13 травня 2012 у Wayback Machine.]